# Peter Brask (borgmästare)
Peter Brask (även Peder eller Per), död 1488, var borgmästare i Linköping under 1400-talet.
Han var gift med Birgitta Nilsdotter, vars far var Nils Larensson av östgötsk släkt. Deras barn var Hans Brask, biskopen i Linköpings stift.